# Supercoppa italiana 2016 (hockey in-line)
La Supercoppa italiana 2016 è stata la 14ª edizione della omonima competizione italiana di hockey in-line disputata il 29 ottobre 2016 al Quanta Sport Village di Milano.
Hanno partecipato il Milano Quanta in qualità di squadra campione d'Italia e detentrice della Coppa Italia e il CUS Verona come finalista della Coppa Italia.
Il Milano Quanta vinse la partita per 9-0, aggiudicandosi per la quarta volta il trofeo.

## Partecipanti
| Squadre       | Qual. | Partecipazioni precedenti (il grassetto indica la vittoria) |
| ------------- | ----- | ----------------------------------------------------------- |
| Milano Quanta |       | 2011, 2012, 2013, 2014, 2015                                |
| CUS Verona    |       | Nessuna                                                     |

## Tabellino
| Milano 29 ottobre 2016 | Milano Quanta | 9 – 0 | CUS Verona | Quanta Sport Village |